# Cheng Naishan
Cheng Naishan (xinès simplificat: 程乃珊) (Xangai, 1946 - 2013) va ser una escriptora xinesa, considerada una icona de la literatura de Xangai.

## Biografia
Cheng Naishan va néixer el 1946 a Xangai (Xina). Els pares de Cheng eren estudiants universitaris a la dècada de 1940 i tenien una gran educació en literatura, música i arts, una formació que influiria notablement en la carrera literària de la seva filla. El seu avi, Cheng Muhao va ser el director adjunt del Banc de la Xina a Xangai abans de la fundació de la República Popular de la Xina.
El 1949 tota la família es va traslladar a Kong Kong i no van tornar a Xangai fins al 1959 Chen es va llicenciar en anglès al Shanghai College of Education i es va graduar a la Facultat d'Educació de Xangai. Va ensenyar anglès a una escola secundària durant 10 anys abans de tornar a Hong Kong a la dècada de 1990.
Va ser membre de l'Associació d'Escriptors Xinesos i formà part dels consells de l'Associació d'Escriptors de Xangai i de la Fundació de Literatura de Xangai.
Va morir a Xangai el 22 d'abril de 2003.

### Carrera literària
La carrera literària de Cheng està molt lligada a Xangai, que li proporciona material i inspiració per a les seves obres. Molts dels seus escrits sobre la ciutat tracten de famílies benestants, semblants a la seva, que van romandre a la ciutat després de la victòria comunista.
La seva obra sovint està relacionada amb la història, la cultura i el llegat de la ciutat, especialment dels anys trenta, quan era coneguda com el "París de l'Orient". pel seu important sector empresarial i la seva diversificada cultura.
El primer llibre,金融家 - Jinrongjia -(El banquer), publicat l'any 1993 i basat en la vida del seu propi avi, està ambientat en el rerefons de la segona guerra sino-japonesa durant la qual la protagonista intenta evitar un desastre financer maniobrant entre els seus rivals empresarials, el govern xinès titella i els ocupants japonesos.
Un tema recurrent a les obres de Cheng és el xoc de classes socials. A Tiaoqin shi (L'afinador de pianos), Cheng explica la relació entre el fill d'un afinador de pianos i la filla d'un antic capitalista que es troben separats per un mur invisible malgrat la seva proximitat física.
A Lan wu (蓝屋) (La casa blava) se centra en la família de l'antic propietari de la fàbrica d'acer més gran de Xangai i com les seves vides canvien a partir dels fets de la Revolució Cultural.
Des de 1990, Chan va dividir el seu temps entre Xangai i Hong Kong. Durant els darrers anys es va dedicatra produir obres relacionades amb la cultura urbana moderna a Xangai, publicant una sèrie de llibres relacionats amb la ciutat, com Xangai Lady, Xangai Fashion, Xangai Taste
A Xangai Tango, explica els dies gloriosos de l'antic Xangai amb la seva vibrant cultura d'esbarjo que gira al voltant de clubs, bars, cafeteries, banquets sumptuosos, curses de cavalls i altres grans entreteniments.
Vàries de les seves obres s'han adaptat al cinema i a la televisió.

### Altres obres destacades
- Hong taitai (洪太太)
- Fumu xin (父母心)
- Nü'er Jing (女儿经)
- Mama Jiao Chang de Ge (妈妈教唱的歌)
- Qiong Jie (穷街)
- Shan qingqing shui lianlian (山青青水粼粼)